# Partia Niepodległości i Pracy
Partia Niepodległości i Pracy (Parti de l'Indépendence et du Travail) – komunistyczna partia polityczna w Senegalu, założona w 1957. Na jej czele stoi sekretarz generalny Maguette Thiam. PIT wydaje własną gazetę Daan Doole. W wyborach parlamentarnych w 2001 roku partia uzyskała 0,6% poparcia co przełożyło się na 1 mandat.